# OpenEZX

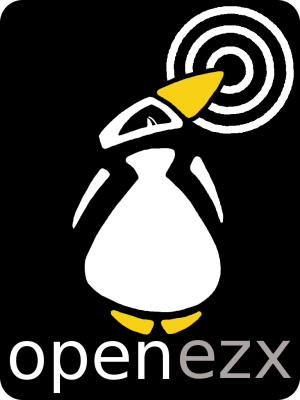
logo OpenEZX

OpenEZX je projekt, který se snaží získávat informace o linuxové platformě EZX smartphonů společnosti Motorola. Tyto informace se snaží využít k vytvoření 100% kompatibilní software pro tyto telefony, možnost využít jiné než proprietární ovladače a souborový systém. Zároveň si klade za cíl poskytovat aktuální (2.6.x) kernel pro všechna požadovaná zařízení s hardwarovou podporu pro EZX telefony.
V současné době jsou podporované telefony:
Mobilní telefony Motorola, které zpravidla vycházejí z linuxu od MontaVista, patří sem ROKR E2, ROKR E6, A780, E680, A910, A1200.